# Rue du Dragon
Cet article possède un paronyme, voir Rue Dragon.
La rue du Dragon est une rue du 6e arrondissement de Paris. Avant 1808, elle portait le nom de « rue du Sépulcre ».

## Situation et accès
Grossièrement orientée nord- sud, longue de 215 mètres, elle commence au 163, boulevard Saint-Germain et se termine au 2, rue de Grenelle et au 56, rue du Four. Elle est à sens unique dans le sens sud-nord.
Elle est desservie par la ligne 4 aux stations Saint-Germain-des-Prés et  Saint-Sulpice.

## Origine du nom
Son nom vient du fait que la cour du Dragon y avait son débouché. La cour tire son nom d'une sculpture en pierre représentant un dragon sculpté par Paul-Ambroise Slodtz (1702-1758) sur un bâtiment construit par l'architecte Pierre Vigné de Vigny (1690-1772) pour le financier Antoine Crozat (1655-1738).

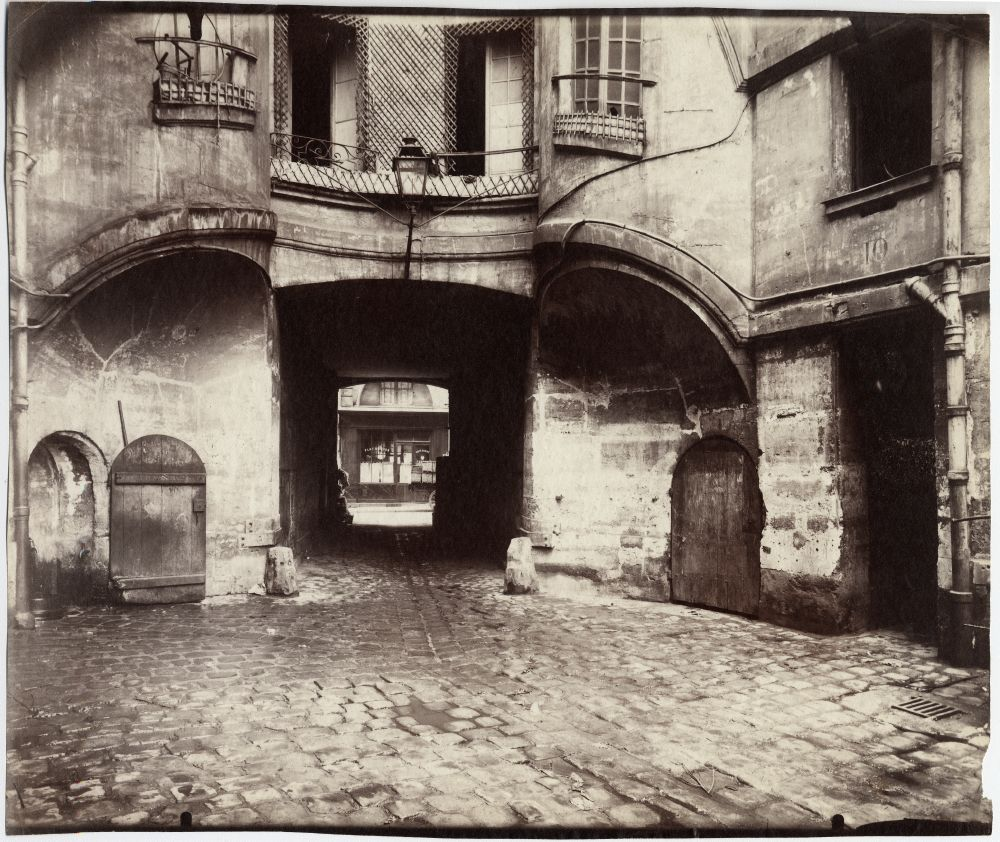
Le débouché de la cour du Dragon sur la rue éponyme photographiée par Eugène Atget en 1913.

## Historique
Elle s'appelait jadis « rue du Sépulcre », du nom des chanoines du Saint-Sépulcre qui y avaient une propriété au début du XVe siècle. 
Elle est citée sous le nom de « rue du Sépulcre » dans un manuscrit de 1636.
Les riverains demandèrent en 1808 que leur rue change de nom, ce qui leur fut accordé. 
La rue du Dragon fut très médiatisée en décembre 1994 lors de l'occupation spectaculaire par l'association Droit au logement d'un immeuble vide dans la rue (no 7) pour héberger des mal-logés. Des personnalités comme l'abbé Pierre contribuèrent à cette médiatisation, l'avocat militant des droits de l'Homme Jean-Jacques de Felice s'engagea également dans cette action.

## Bâtiments remarquables et lieux de mémoire
- No 7 : Simone Signoret raconte qu'il s'agissait d'une boîte aux lettres de la Résistance pendant l'Occupation, et que pour cela l'immeuble a été visité par la Gestapo[3]. Dans les années 1960, le poète créoliste Jean Albany y réside et y écrit la plupart de ses œuvres[4].
- bâtiment construit en 1938, à l'emplacement de l'entrée de la cour du Dragon ; façade ornée de mascarons de têtes de méduses[5].
- No 8  : l'acteur Laurent Terzieff demeurait à cette adresse[6].
- No 10 : Armand Félix Marie Jobbé-Duval (1821-1889), artiste peintre qui habite à cette adresse en 1844[7] ; le baron du Potet de Sennevoy, célèbre magnétiseur, y passe les dernières années de sa vie ; il y meurt le 1er juillet 1881[8] ;  Roger Martin du Gard  s'installe dans un appartement à cette adresse en décembre 1945 ; une plaque lui rend hommage. Charlotte Aillaud, sœur de Juliette Gréco et ancienne déportée pour faits de Résistance, y demeura et organisa de nombreux dîners mondains entre 1958 et 1978[9].
- No 13 : le peintre Henri Alphonse Barnoin (1882-1940) y naquit[10], puis le sculpteur et céramiste Paul Pouchol (1904-1963), dit le « potier de Saint-Germain-des-Près », y eut un atelier dès 1941[réf. nécessaire].
- No 14 : adresse des éditions de la revue Cahiers d'art de Christian Zervos.
- No 18 : bas-relief de symboles et outils maçonniques (compas, équerre, globe céleste, bâton d'Hermès, fil à plomb, truelle, etc.) ornant la façade. Le chirurgien-major Jean-Antoine Brisset y demeura[11].
- No 19 : adresse de la Galerie du Dragon créée par Nina Dausset et Manou Pouderoux en 1946 puis reprise en 1955 par Max Clarac-Sérou.
- No 24 : façade ornée d'un médaillon d'homme couronné. Le potier et émailleur Bernard Palissy y habitait et y travaillait[12]. Son nom fut donné à la toute proche rue Bernard-Palissy. L'écrivain Claude Mauriac y vécut les années de la Seconde Guerre mondiale.
En 1963 y ouvre le cinéma Le Dragon, dirigé par le cinéaste Claude Makovski et l'exploitant Boris Gourevitch. Dans l'immeuble construit au XVIIe siècle, prenant la suite d'un hôtel, une salle de cinéma est aménagée au rez-de-chaussée et au premier étage : de 24 mètres de longueur pour 6 de largeur, elle peut accueillir 350 spectateurs. Novateur sur la programmation (ne diffusant par exemple ni publicité, ni actualités), le cinéma s'oriente à partir de la fin des années 1970 vers la diffusion de pornographie gay. Il devient alors le Dragon Club Vidéo Gay puis le Club Vidéo Gay. Il ferme en 1986. L'immeuble est de nos jours occupe par un magasin de produits surgelés[13],[14].
- No 30 : plaque commémorative à Victor Hugo.
- No 31 : ancienne annexe de l'Académie Julian, locaux rachetés par Guillaume Met de Penninghen et Jacques d'Andon en 1959 à André Corthis pour devenir l'école d'art ESAG Penninghen en 1968.
- No 36 : plaque commémorative à Jean Giono.
- no 42 : domicile de Louis Guilloux[15].

- Non localisé :
  - Robert Doisneau réalisa dans un immeuble de cette rue une photographie Concierges de la rue du Dragon, sans précision de l'adresse[réf. nécessaire].

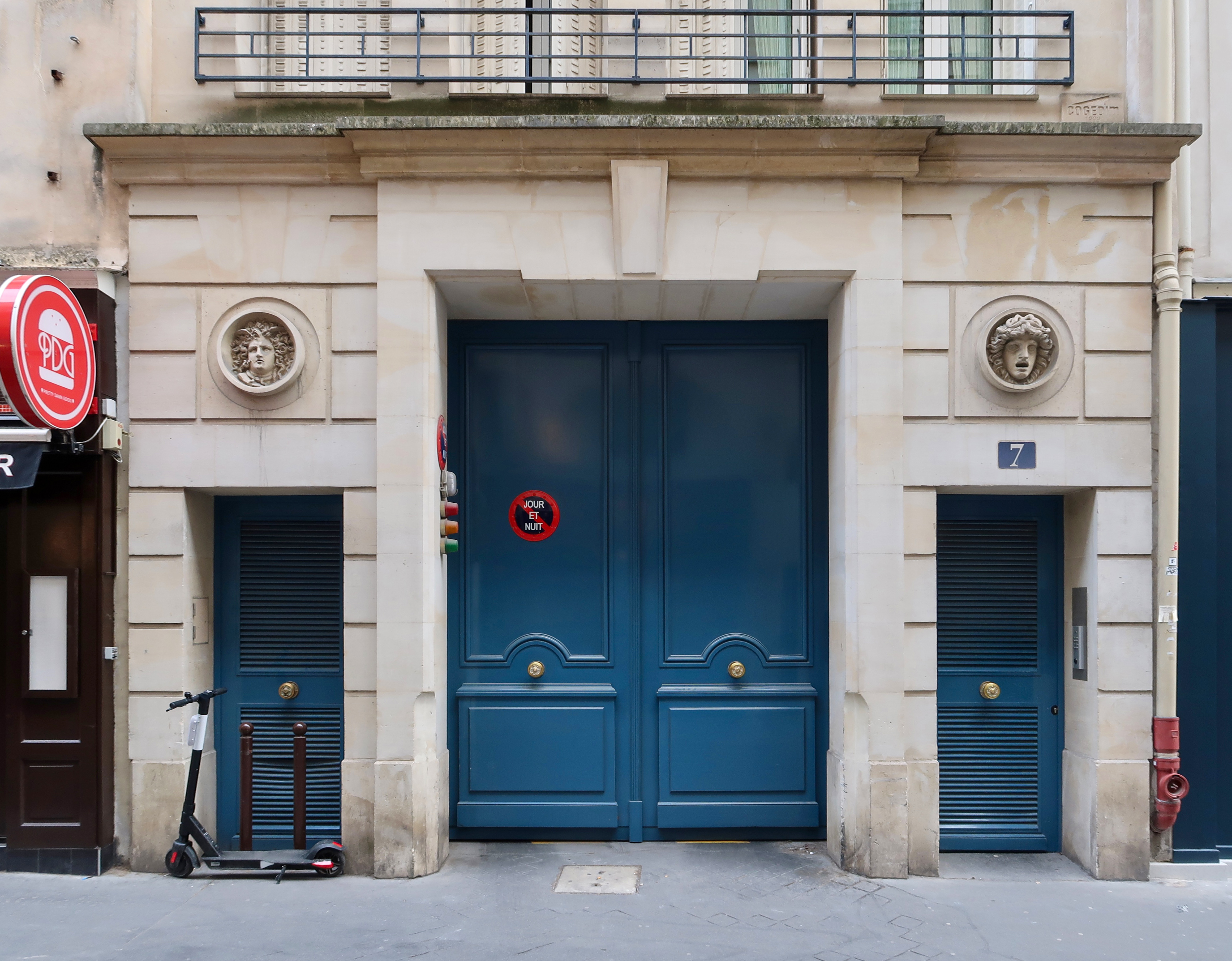
No 7.
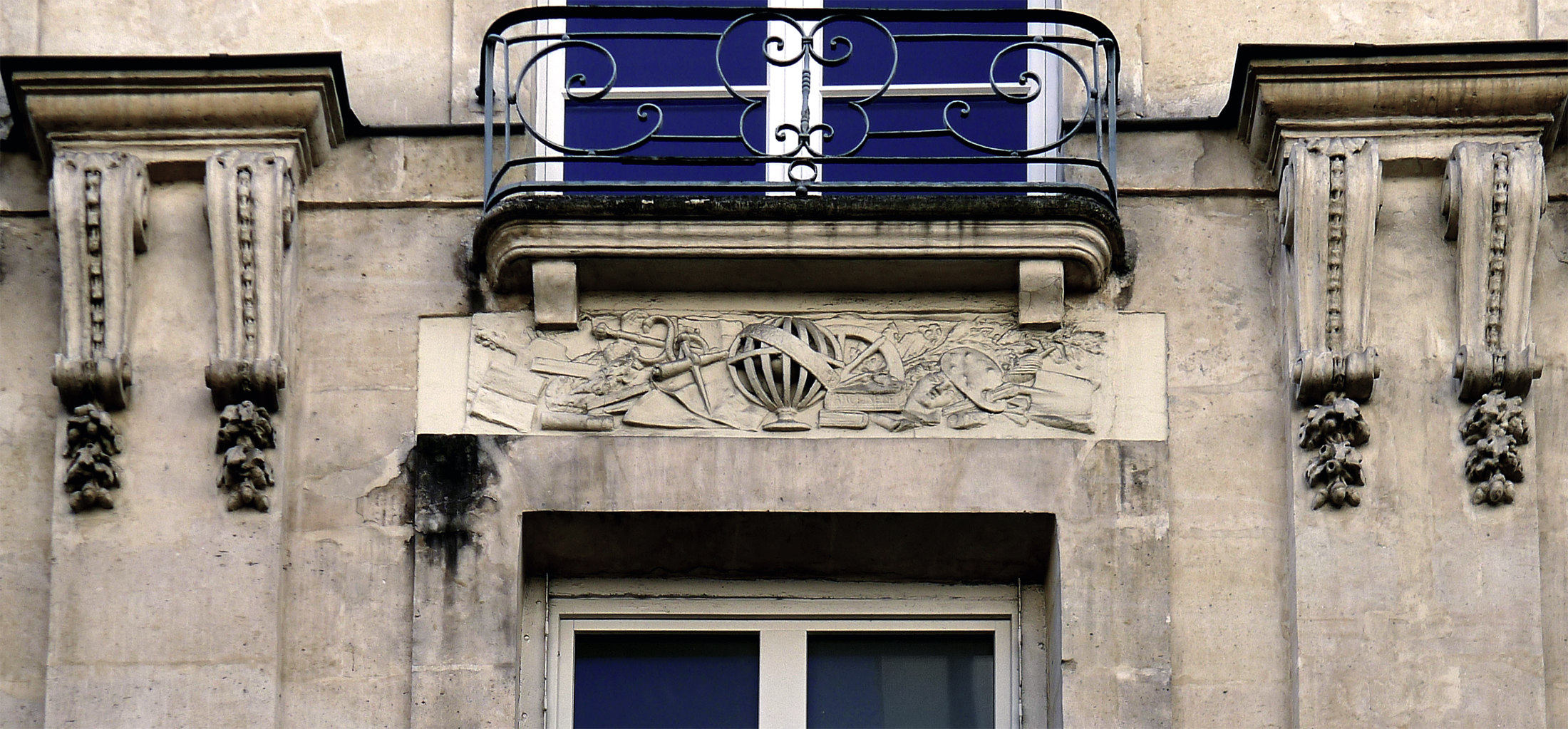
No 18, bas-relief maçonnique.
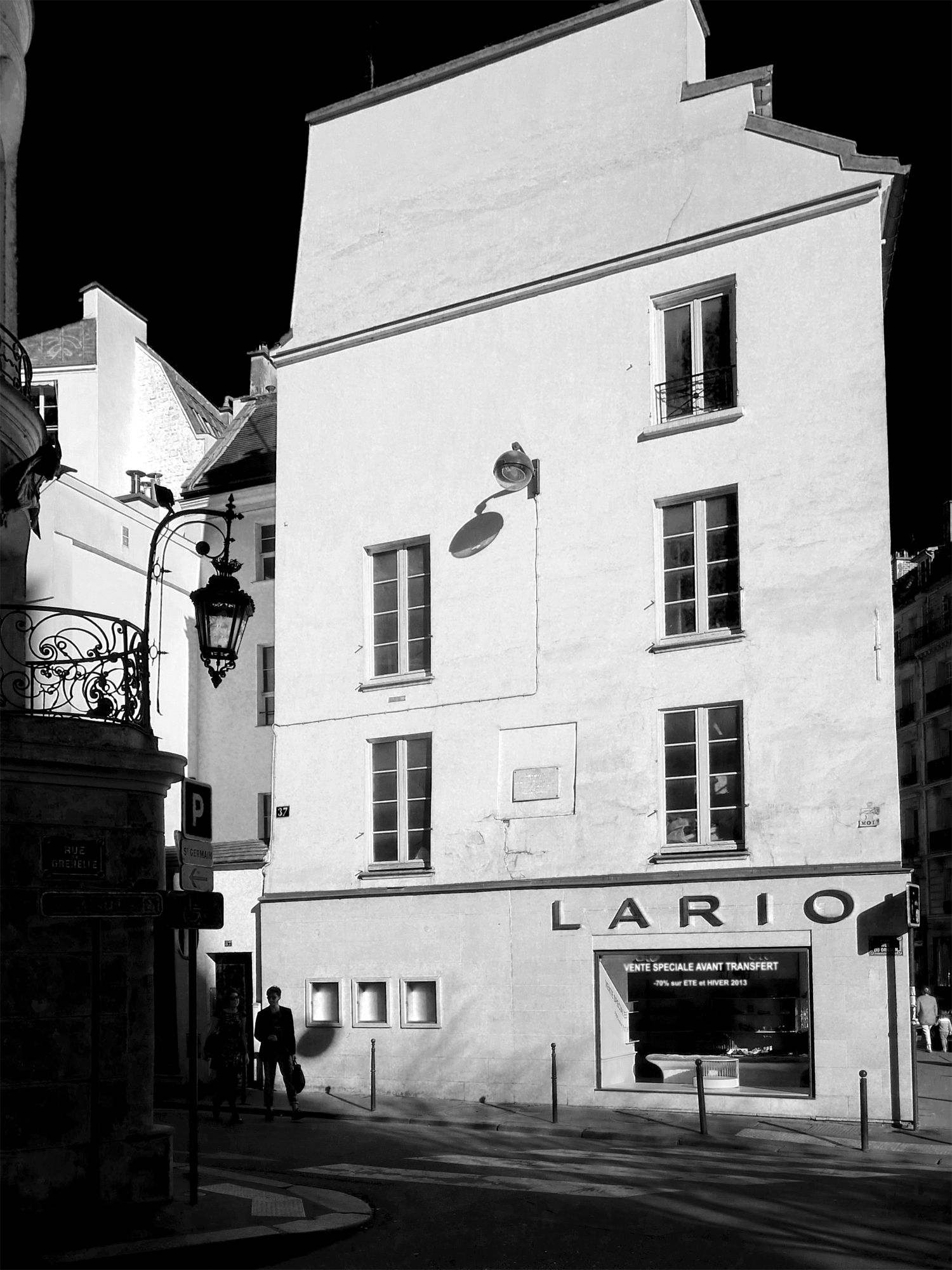
La rue du Dragon débouchant sur la place Michel-Debré.

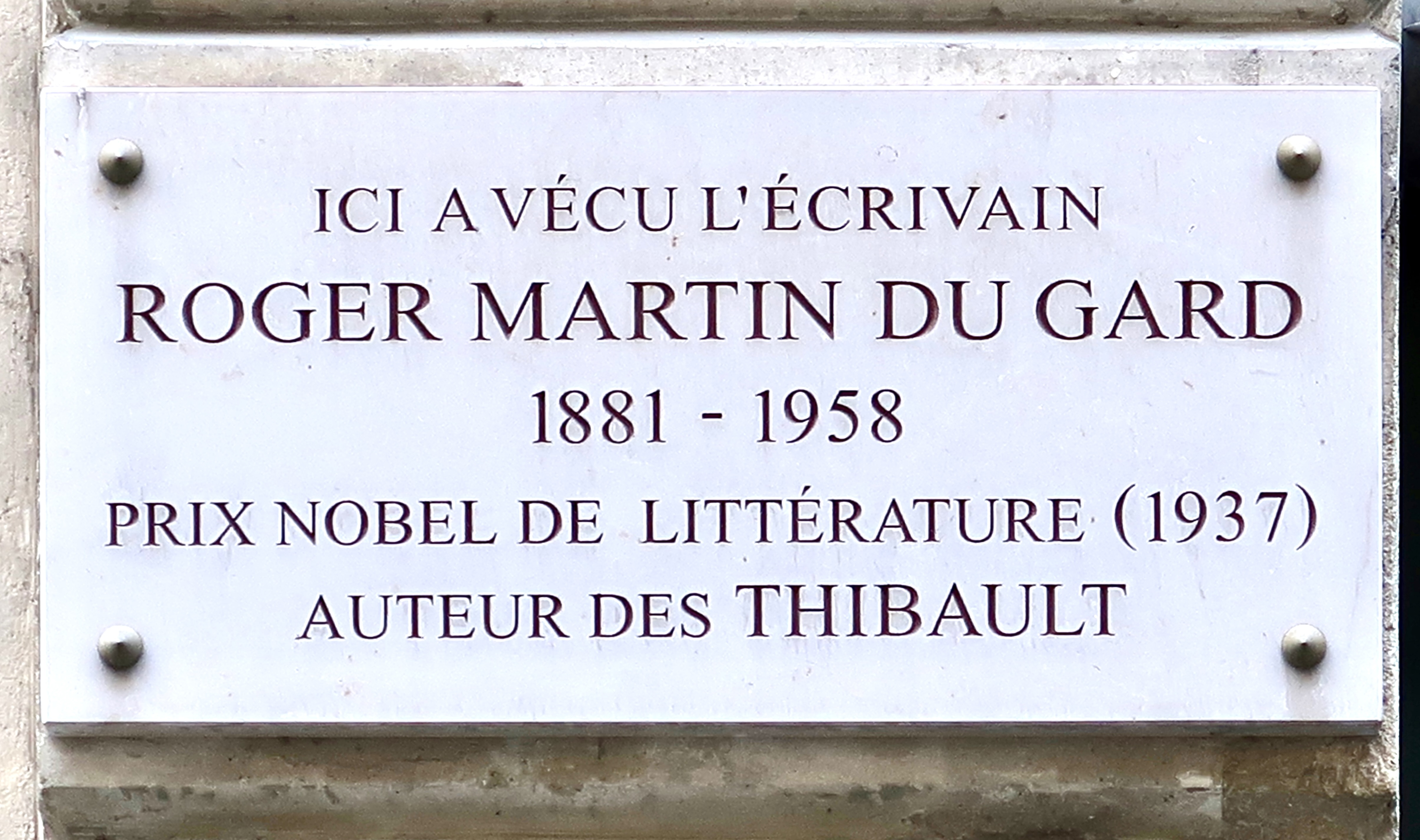
Plaque au no 10.
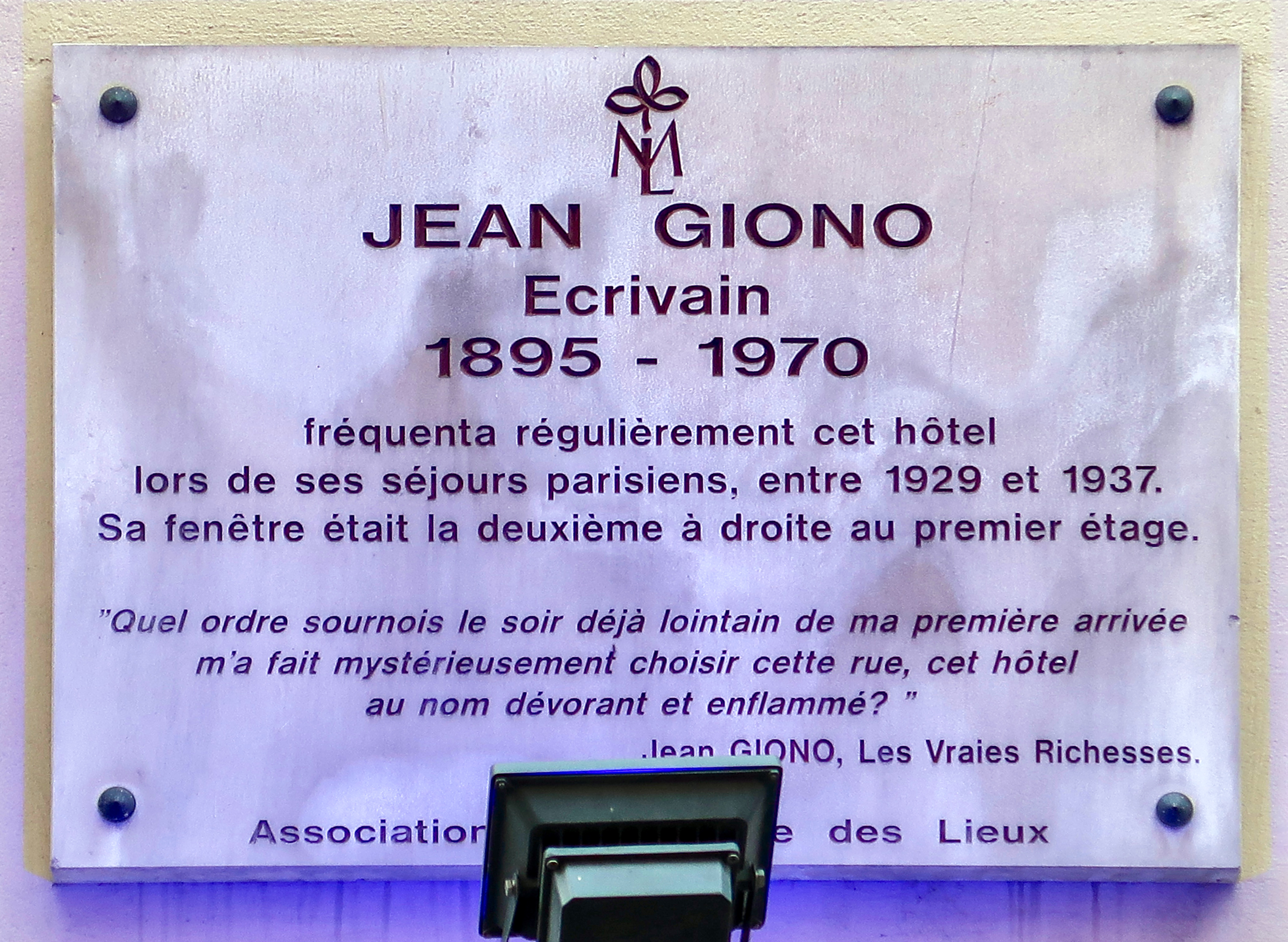
Plaque au no 36.
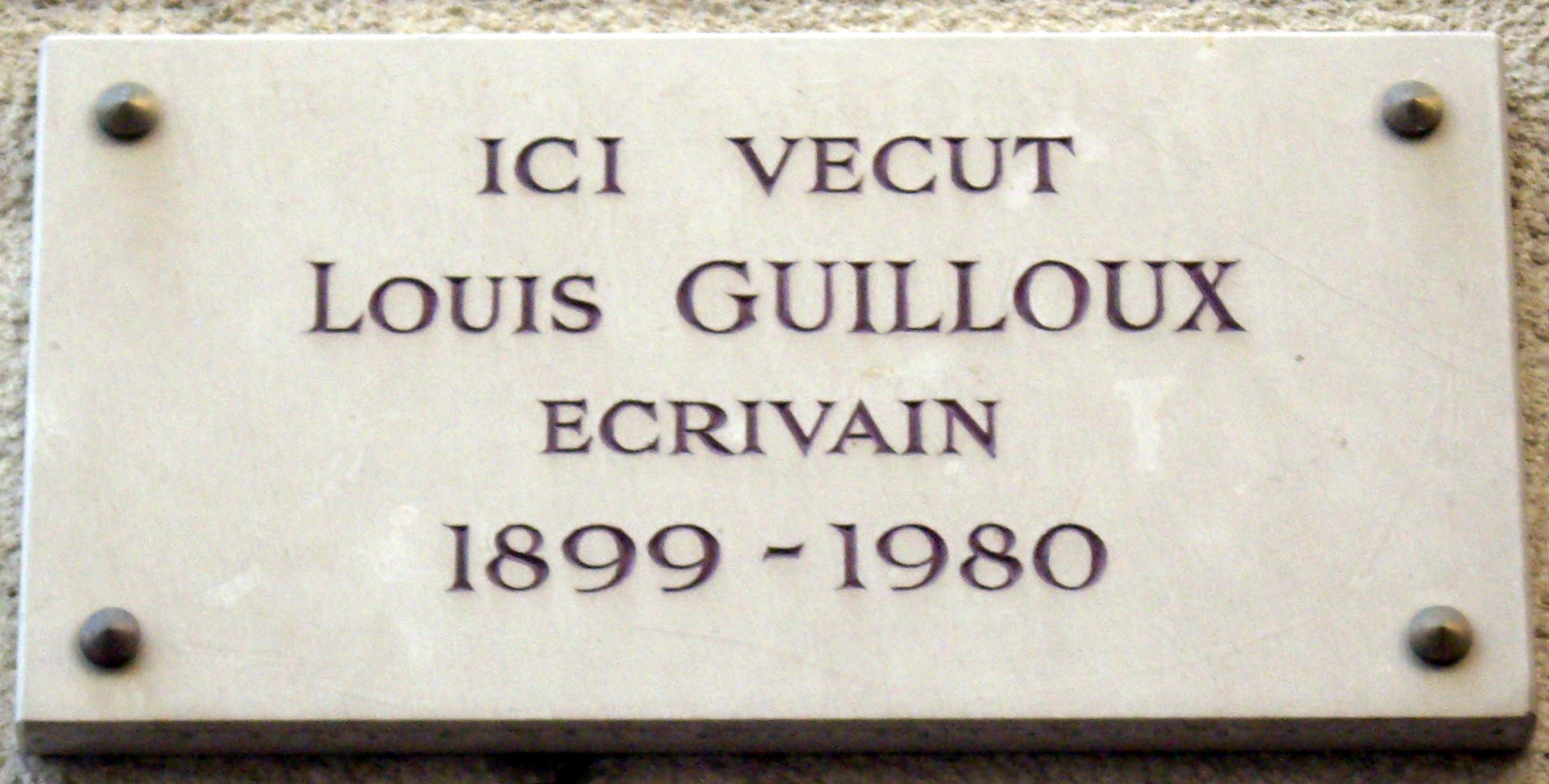
Plaque au no 42.

## Dans la littérature
- Dans le roman Vers les hauteurs de Ludovic Escande (Allary Éditions, 2023), un personnage « cherche à échapper à son petit couple de divorcés qui emménagent dans un deux-pièces rue du Dragon »[16].
- Le brocheur, pour lequel travaillent Céline et Désirée, est situé rue du Dragon (Les sœurs Vatard, roman de Joris-Karl Huysmans).